# Maug
Maug je skupina tří menších neobydlených ostrůvků, nacházejících se v souostroví Severní Mariany v Tichém oceánu. Ostrovy představují okraje 2,3 km široké kaldery, jejíž dno leží v průměrné hloubce 200 m pod hladinou moře. V kaldeře se nachází sopečný dóm, jehož vrchol je jen 20 m pod hladinou. Expedice NOAA z roku 2004 zjistila geotermální aktivitu v kaldeře.